# Anna Margolis
Anna Margolis (ur. 29 lipca 1892 w Warszawie, zm. 10 czerwca 1987 w Łodzi) – polska lekarka ftyzjopediatra, profesor nauk medycznych i pedagog.

## Życiorys
Urodziła się 29 lipca 1892 w Warszawie, w rodzinie żydowskiej, jako jedna z pięciorga dzieci kupca Haskiela (Karola) Marksona i Rebeki (Ryfki) z domu Cukierzys. Miała trzy siostry (Marię, Eugenię i Helenę) i brata Aleksandra.
Po ukończeniu szkoły Jadwigi Kowalczykówny maturę zdawała eksternistycznie w 1913 roku. W życiorysach podawała że w Moskwie lub w Petersburgu. Studia medyczne odbyła na Uniwersytecie w Bonn, dyplom uzyskała w 1919 roku. W maju 1921 r. nostryfikowała go na Uniwersytecie Warszawskim, otrzymała w 1925 r. tytuł doktora wszech nauk lekarskich. Z dyplomem lekarza pediatry rozpoczęła pracę w Szpitalu Anny Marii w Łodzi (dziś im. Korczaka).
W 1921 roku poślubiła Aleksandra Margolisa, łódzkiego lekarza internistę, dyrektora Miejskiego Szpitala Zakaźnego na Radogoszczu. Mieszkali w Łodzi przy ul. Przejazd (obecnie ul. J. Tuwima). Był tam ich prywatny gabinet wyposażony w aparat rentgenowski. Przed wybuchem II wojny światowej wyprowadzili się do wilii przy ul. Mostowej (obecnie ul. Aleksandra Zelwerowicza).
Po wybuchu II wojny światowej i rozstrzelaniu męża przez Niemców w obozie w Radogoszczu, w 1940 przeniosła się do Warszawy. Została przesiedlona z dziećmi do getta warszawskiego, gdzie była ordynatorem na oddziale gruźliczym w Szpitalu Dziecięcym im. Bersonów i Baumanów. Z getta wyszła tydzień przed powstaniem, zamieszkała na Mokotowie, u Stefanii Sempołowskiej, jako osobista pielęgniarka. Po powstaniu warszawskim trafiła do obozu w Pruszkowie, gdzie pracowała jako pielęgniarka. Później mieszkała w Brwinowie. 

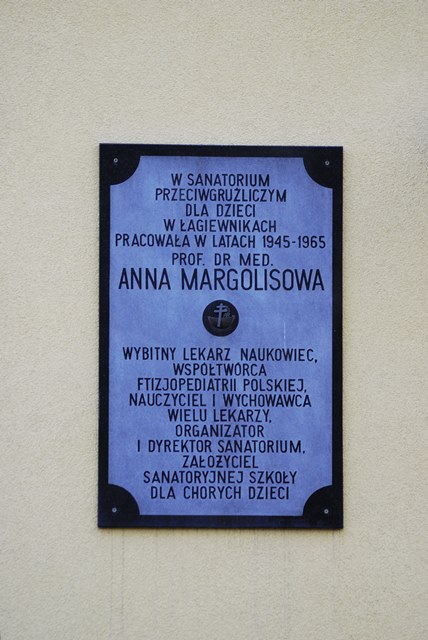

Po wyzwoleniu wróciła do Łodzi. W 1946 Łódzki Urząd Miejski zlecił jej organizację i kierownictwo Sanatorium Przeciwgruźliczego dla Dzieci w Łagiewnikach. Gdy odchodziła na emeryturę w 1963 sanatorium liczyło ponad 700 łóżek. W ramach działającego na terenie sanatorium Zespołu Naukowo-Badawczego Instytutu Gruźlicy opublikowała szereg prac naukowych z dziedziny ftyzjopediatrii. Wykształciła liczną grupę lekarzy ftyzjopediatrów. Uzyskała tytuł profesora. Była współtwórcą ustawy przeciwgruźliczej i członkiem honorowym Polskiego Towarzystwa Ftyzjopneumologicznego. Znała sześć języków obcych. 
Od 1920 była żoną lekarza internisty Aleksandra Margolisa (1887–1939), z którym miała dwoje dzieci: Alinę (1922–2008) i Jana (1928–1998).  
Zmarła w Łodzi, pochowana na cmentarzu komunalnym na Dołach (kwatera VIB-12-18).

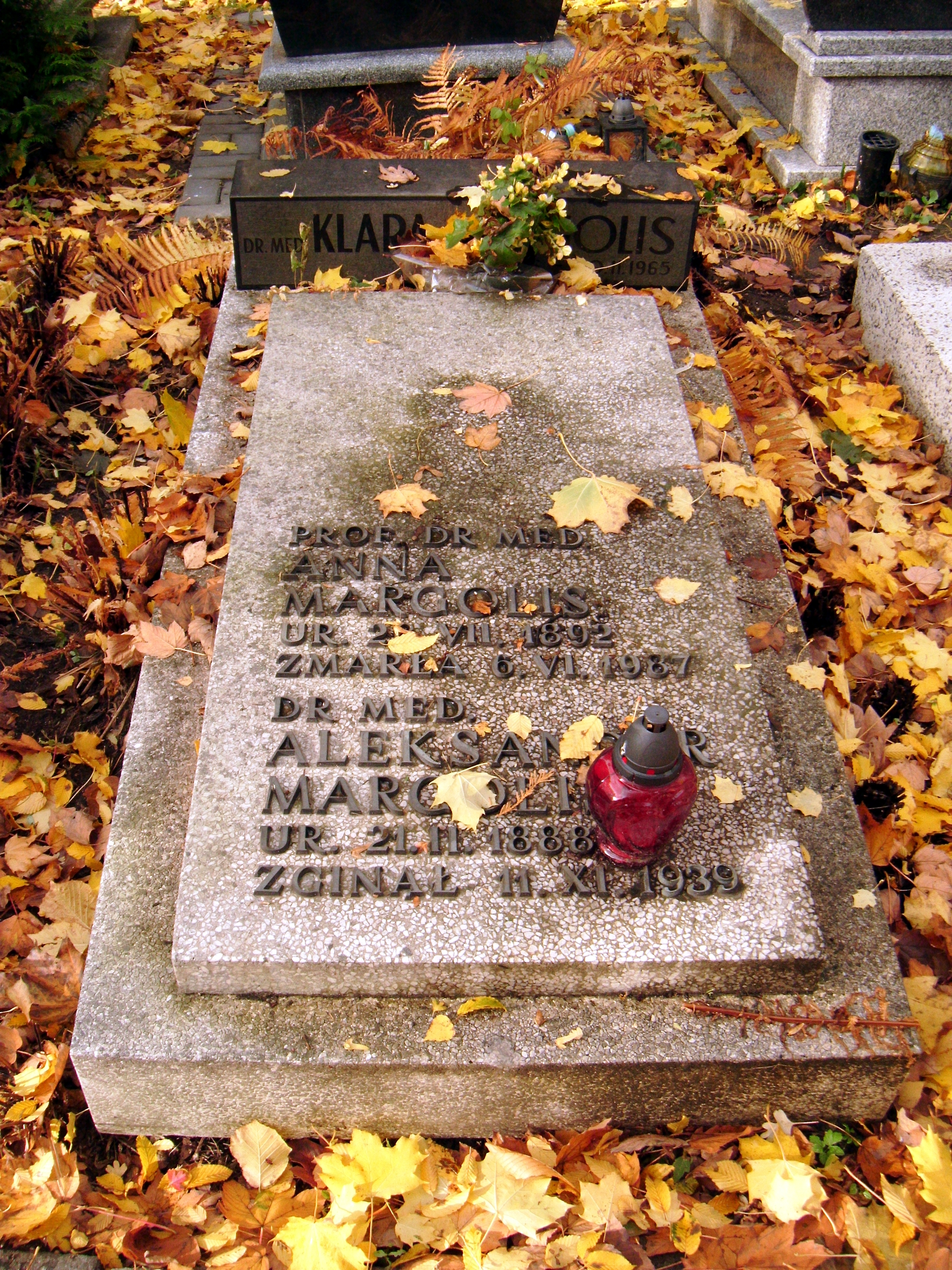
Nagrobek Anny, Klary i Aleksandra Margolisów na cmentarzu Doły w Łodzi.

## Wybrane prace
- Przyczynek do kliniki przewlekłej prosówki płuc u dzieci. Polska Gazeta Lekarska 12 (1933)
- Rola przychodni w walce z gruźlicą wieku szkolnego. Polska Gazeta Lekarska 4 (1925)
- Szczepienia ochronne przeciw gruźlicy. Polska Gazeta Lekarska (1926)
- Wlewanie dootrzewnowe u niemowląt. Pediatria Polska (1925)
- (razem z Tadeuszem Mogilnickim) Gruźlica u dzieci do 2-ch lat na podstawie materiału oddziału gruźliczego Szpitala Anny Marii w Łodzi. Pediatria Polska 18 (1938)
- (razem z A. Ostrowską) O szczepieniach przeciwgruźliczych metodą BCG, przeprowadzonych przez poradnie Miejskiej Sekcji Walki z Gruźlicą w Łodzi. Dziennik Zarządu Miejskiego w Łodzi (1938)
- (razem z Hieronimem Reiterowskim) Przypadek olbrzymiej torbieli płucnej u dziewczynki 12-letniej (pneumatocele). Warszawskie Czasopismo Lekarskie (1937)
- (razem z Hieronimem Reiterowskim) O odmie leczniczej obustronnej. Gruźlica (1935)

## Ordery i odznaczenia
- Order Sztandaru Pracy II klasy
- Krzyż Komandorski Orderu Odrodzenia Polski
- Krzyż Oficerski Orderu Odrodzenia Polski (22 lipca 1950)[4]
- Medal 10-lecia Polski Ludowej (13 stycznia 1955)[5]